# Van der Dussen I

Wapen van der Dussen

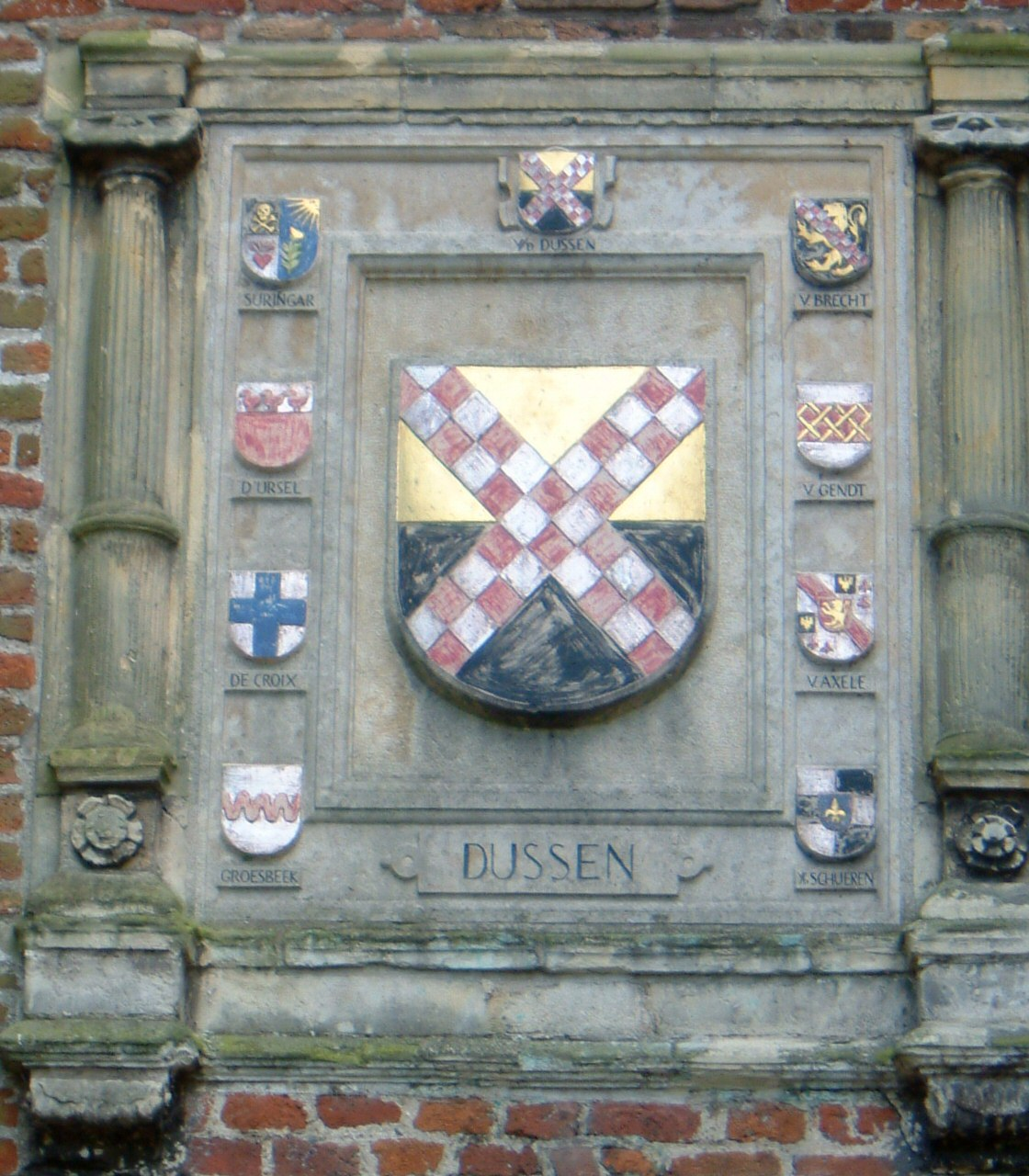
Wapenborden van Dussen

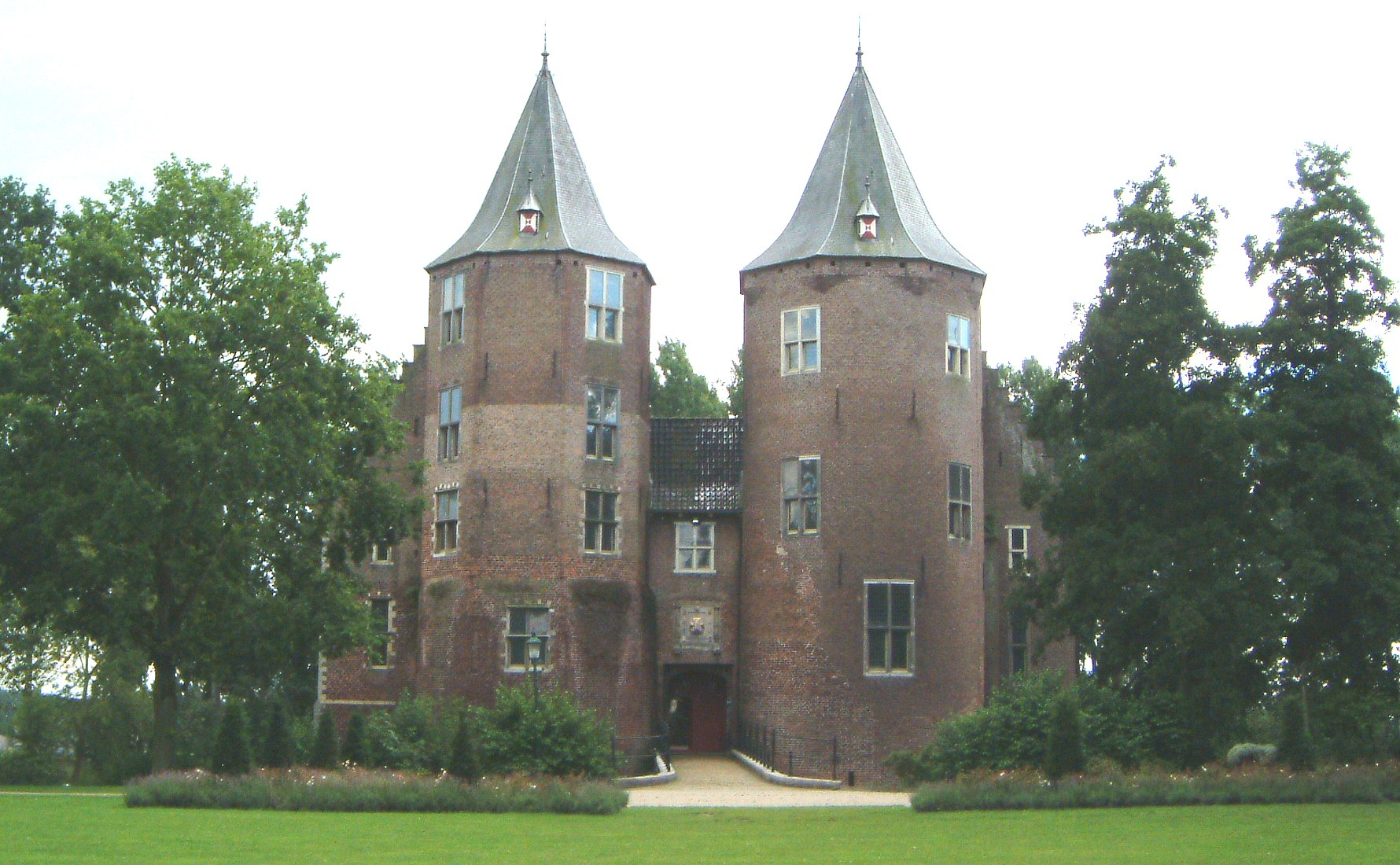
Kasteel Dussen (2007)

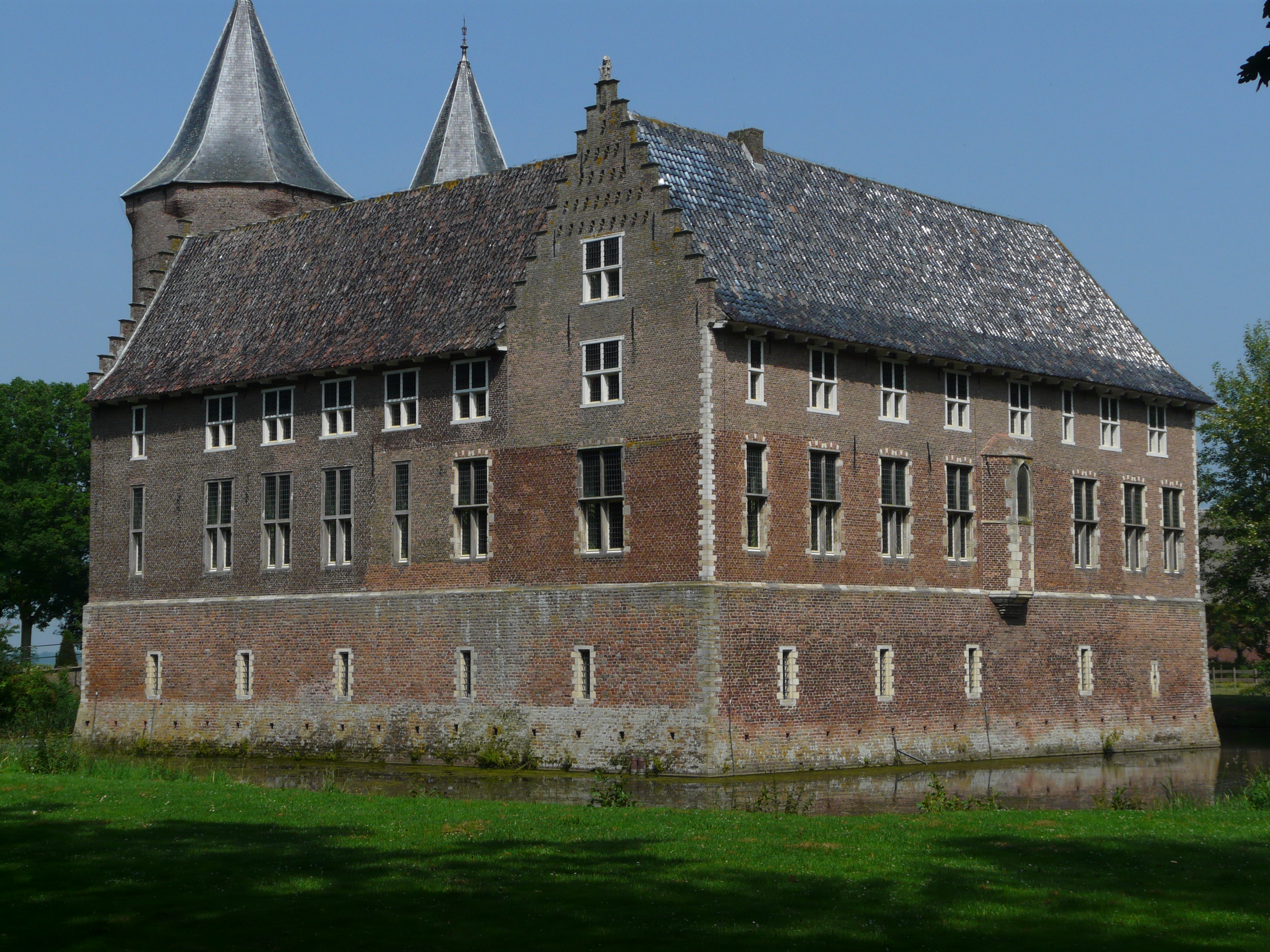
Kasteel Dussen (2011)

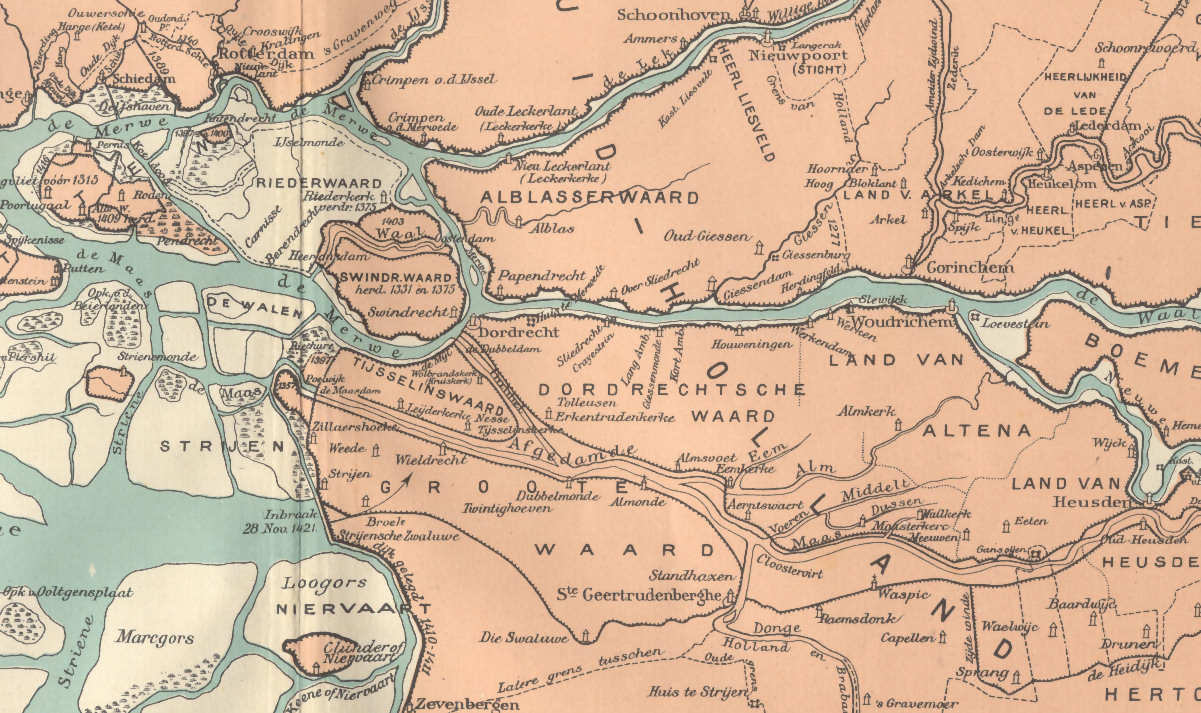
Groote of Hollandsche Waard

van der Dussen ook bekend als van Dussen is een geslacht dat reeds in de 12e eeuw genoemd wordt. Vanaf 1156 worden zij genoemd als heer van de heerlijkheid Dussen en van 1330 tot 1584, eerst op de donjon en later het Kasteel Dussen.

## Genealogisch overzicht

### Eerste generatie
I. Jacobus van der Dussen, genoemd in 1156 als getuige bij Dirk VI van Hollands reis naar de Abdij van Echternach. Hij trouwde met een niet nader bij naam genoemde vrouw.
- Jan I van der Dussen (-voor 1298) (II.1.)
- Arent van der Dussen.

### Tweede generatie
II.1 Jan I van der Dussen (-voor 1298) ridder en heer van Dussen. Hij vocht op 5 juni 1288 in de Slag bij Woeringen met 1500 ridders mee aan de zijde van hertog Jan I van Brabant en werd daarbij gewond. Hij trouwde voor 1288 met Elisabeth van Polanen. Zij was een dochter van Jan van Wassenaer en Ghijseken Uter Lyersdr.
- Jan II van der Dussen (III.1.)

### Derde generatie
III.1. Jan II van der Dussen ridder, heer van Dussen en Heeraartswaarde 1298-1326, leenman van de heren van Putten en Strijen.
 Hij trouwde (1) met Jacoba van Drongelen. Zij was een dochter van Willem van Drongelen en Hadewich van der Merwede, laatstgenoemde was een stiefdochter van Willem van Brederode 1380-1451 die getrouwd was met Margaretha van der Merwede-Stein, de weduwe van Daniel V van der Merwede.
Hij trouwde (2) met Beatrix van der Sluijs (ca. 1280-). Zij was een dochter van Arnold van der Sluijs (ca. 1250-1296) en Agnes van Boukhorst van der Leck (1260-1323). Haar zusters waren: Judith (Jutta) van der Sluijs, getrouwd met Walter van Keppel heer van Keppel en Catherijne Agnes van der Sluijs, getrouwd met Witte van Haamstede (1280-1321). Uit zijn eerste huwelijk werden 4 en uit zijn tweede huwelijk is 1 kind geboren:
- Soete Jansdr. van der Dussen. (IV.1.)
- Elisabeth van der Dussen (IV.2.)
- Jan III van Dussen (IV.3.)
- Nicolaas I van der Dussen (- ca. 1381) (IV.4.)
- Floris van der Dussen

### Vierde generatie
IV.1. Soete Jansdr. van der Dussen. Zij trouwde met Gillis Jansz Oem (ca. 1304- 28 oktober 1338) heer van Barendrecht. Hij was een zoon van Gillis Oem Cleijsz en Geertruijd van Ratingen
IV.2. Elisabeth van der Dussen (Dordrecht, 1305-1333). Zij trouwde ca. 1321 met Filips III van Wassenaer (Voorschoten, 1307 - voor 5 januari 1348) uit het geslacht van Wassenaer, weduwnaar van Goedele van Benthem. Van Wassenaer trouwde (3) als weduwnaar van Elisabeth met Catharina Dudinck en (4) met Maria van Egmond (-ca. 1384), laatstgenoemde was een dochter van Jan I van Egmont.
Van Wassenaer nam in 1328 deel aan de Slag bij Kassel. In 1340 kocht hij van graaf Willem IV het burggraafschap van Leiden en werd als zodanig ambachtsheer van Valckenburg en Catwijck. Hij bewoonde vanaf 1340 het kasteel 't Zand dat gelegen was tussen Katwijk en Oegstgeest. Hij was een zoon van Dirk III van Wassenaar (ca. 1280 - ca. 1319) burggraaf van Leiden en Alveradis van Cuijck (Leiden, 1285 - ca. 1310) erfdochter van Leiden.
Dirk III was een zoon van Filips III van Wassenaer zegelbewaarder en grafelijk raadgever onder Floris V van Holland en Jan I van Holland en een dochter van Jan van de Wateringhe.
Alveradis was een dochter van Hendrick van Cuijck (1240 - 12 januari 1319 burggraaf van Leiden 1266-1319 en heer van Leiderdorp en Halewine van Egmond (1255-1310), laatstgenoemde was een dochter van Willem II van Egmont (1235 - 20 maart 1304) heer van Egmont. 
- Dirk IV van Wassenaar (1333-1392)

IV.3. Jan III van Dussen heer of Dussen. Hij trouwde met Baarte van Dorp (-1340). Zij was een dochter van Arent Eliasz. van Dorp, in 1323 baljuw en dijkgraaf van Delflandt en een dochter van Floris van Rodenrijs. Zij hertrouwde met Gerard van der Heijden, genoemd de la Bruyère heer van Boutershem en drossaard van Brabant. Hij was weduwnaar van Berthe van Duvenvoorde vrouwe van Bautersem, die een bastaarddochter was van Willem van Duvenvoorde (1290-1353) baron van Bautersem en heer van Oosterhout. Gerard vocht in 1371 voor het kwartier van Brabant in de Slag bij Baesweiler. Van der Heijden was een zoon van ridder Gillis van der Heyden en vrouwe Marguérite van der Hamayde d'Auvaing.
IV.4. Nicolaas I van der Dussen (- ca. 1381). Hij werd in opvolging van zijn broer in 1340 heer van het huis en de hofstadt van der Dussen, ambachtsheer van Aartswaarde en heer van de hoge heerlijkheid den Hage. Hij kreeg een zoon: 
- Arent II van Dussen (V.1.)

### Vijfde generatie
V.1. Arent II van Dussen heer van het huis en slot van der Dussen, ambachtsheer van Aartswaarde, ridder en baljuw van Zuid-Holland. In 1356 werd hij beleend met de hoge heerlijkheid den Hage en zo ook in 1381. Hij kreeg in 1387 van Albrecht van Beieren graaf van Holland toestemming het Huys ter Dussen op te doen maeken ende te doen tymmeren op onse hofstat ter Dussen also groot ende also starc als hem ghenoeghen sal.
Hij trouwde met Alijd van Overijn.
- Nicolaas II ("Claes") van der Dussen (VI.1.)
- Arent III van Dussen, werd in 1418 heer van Dussen (VI.2.)
- Jan IV van der Dussen (VI.3.)
- Floris I van der Dussen (ca. 1404-1456) heer van Heeraartswaarde, schout van Dordrecht en in 1440 slotvoogd van Loevestein (VI.4.)

### Zesde generatie
VI.1. Nicolaas II ("Claes") van der Dussen. Hij werd in opvolging van zijn vader heer van Dussen, van den Hage en ambachtsheer van Aartswaarde. Hij stond de heerlijkheid van der Dussen en Aartswaarde in 1417 af aan zijn broer. In 1434 verkocht hij de hoge heerlijkheid den Hage, ook wel genoemd Haaghoort, aan zijn neef Dirk van der Merwede  ridder en heer van 's Gravemoer.
VI.2. Arent III van Dussen, kreeg bij schenking van zijn broer in 1418 de heerlijkheid Dussen en den Hage. In 1421 ging het kasteel echter grotendeels ten onder tijdens de Sint-Elisabethsvloed. Slechts enkele kelders en delen van de torens bleven overeind staan. Vanaf 1422 tot 1467 werd het Land van Altena weer ingedijkt. Een halve eeuw later werd begonnen met het herstel. Arent echter was mogelijk in 1420 al verbannen en kreeg een vrijgeleide van Jacoba van Beieren, tijdens een korte wapenstilstand met haar oom, Jan VI van Beieren. Het goed kwam in handen van Arents zoon, eveneens Arent geheten. 
- Arent IV van Dussen (-1445) (VII.1.)

VI.3. Jan IV van der Dussen. Erfde in 1445 het goed Dussen van zijn neef Arent IV van Dussen en droeg het over aan zijn jongste broer Floris I van der Dussen.
VI.4. Floris I van der Dussen (ca. 1404-1456) heer van Heeraartswaarde, schout van Dordrecht en in 1440 slotvoogd van Loevestein. Hij trouwde (1) met Catharina van Uden. Hij trouwde (2) met Anna van Arkel. Hij trouwde (3) met Elisabeth van Varick 
- Nicolaas III van der Dussen (-1476) (VII.2.)
- Arent V / Arnout van der Dussen (-1482) (VII.3.)
- een natuurlijke dochter van Floris van der Dussen (VII.4.)
- Jan V van der Dussen (ca. 1435-1496) (VII.5.)

### Zevende generatie
VII.1. Arent IV van Dussen (-1445). Hij werd in 1439 met de heerlijkheid Aartswaarde en het huis en de hofstad van der Dussen. Hij trouwde met Ave Fockeyns. Zij was een dochter van Fockeyn Fockeyns heer van Baartwyk en Waalwyk.
VII.2. Nicolaas III van der Dussen (-1476), in 1439 ridder van de Duitse Orde
VII.3. Arent V / Arnout van der Dussen (-1482)
VII.4. een natuurlijke dochter van Floris van der Dussen. Zij trouwde met Joris van Eemskerk, tussen 1445 en 1456 schout van Dordrecht en baljuw van Zuid-Holland. Hij was een zoon van Pieter van Eemskerk en een vrouw uit het huis van Polanen.
VII.5. Jan V Jacob van der Dussen (ca. 1435-1496), van 1456 tot 1496 heer van Dussen, Heeraartswaarde en Munsterkerk in 1474 en 1478 was hij schout van Breda. Hij was het die het kasteel Dussen weer heeft opgebouwd tussen 1473 en 1474. Hij trouwde met Elisabeth Brant. Zij was een dochter van Arent Brant Jansz heer van Grobbendonk (een bastaardzoon van Jan de III hertog van Brabant) en van Katrina van Heinsbergen.
- Belia van der Dussen (VIII.1.)
- Engelbrecht van der Dussen (VIII.2.)
- Simburgis van der Dussen (VIII.3.)
- Jan van der Dussen (VIII.4.)
- Katharina van der Dussen (ca. 1475-ca. 1542) (VIII.5.)
- Floris II van der Dussen (-1509) (VIII.6.)

### Achtste generatie
VIII.1. Belia van der Dussen. Zij trouwde met Willem van Dalem van Dongen (1440-1502) heer van de Swaluwe en schepen te Breda. Hij was een zoon van Jan Roelof van Dalem van Dongen heer van Zwaluwe en Ter Borch bij Oisterwijk (1405-1448) en Margriet jonkvrouw van Haren (1410-na 1478). Uit haar huwelijk zijn 4 kinderen geboren:
- Jan van Dalem van Dongen (1480-1534)
- Margaretha van Dalem van Dongen (1485-1525)
- Francisca van Dalem van Dongen (1485-1534)
- Willem van Dalem van Dongen (1490-1575)

VIII.2. Engelbrecht van der Dussen. Hij werd kanunnik te Leiden
VIII.3. Simburgis van der Dussen. Zij trouwde met Pieter de Burggrave (1450-1523) heer van Bergt. Hij was een zoon van Petrus de Borchgreve (ca. 1425-) en Luitgard de Bruheze (ca. 1430 - voor 1467). Uit haar huwelijk werd geboren:
- Maria de Borchgrave (1518-). Zij trouwde in 1547 met Berthout/Berthold Wijffliet (ca. 1525 - Esch, 3 september 1553), begraven in de oude Willibrorduskerk te Esch, (voor de toren) Hier leijt begraven Berthout va Wijffliet sterft ano XVCLIII den derden dach in septembris en juffrouw Maria Borchgreef sij huisvrouw. Hij is een zoon van Johannes Bac Wijffliet, een nazaat van Jan van Wijnvliet, en een vrouw van Berckel. Uit haar huwelijk is geboren: Henrick Wijffliet (ca. 1548 - voor 1639) die trouwde met Margaretha van Doerne, een dochter van Filips van Doerne en Anna van Kessel.

VIII.4. Jan van der Dussen (1509-1535) heer van der Dussen, kastelein en schout van Sint Geertruidenberg
VIII.5. Katharina van der Dussen (ca. 1475-ca. 1542), van 1509 tot 1538 abdis van het cisterciënzer vrouwenklooster in Loosduinen
VIII.6. Floris II van der Dussen (-1509) van 1496 tot 1509 heer van Dussen en schepen van Breda. Hij was getrouwd met Barbara van Boechem. Zij was een dochter van Amelis Coenraadszn van Boechem en Hillegonda van Dinteren. Uit zijn huwelijk werden de volgende 7 kinderen geboren:
- Jan VI van der Dussen (-1540) (IX.1.)
- Cornelia van der Duffen (-1584) (IX.2.)
- Maria van der Dussen (-1534) (IX.3.)
- Anna van der Dussen (IX.4.)
- Hillegonda van der Dussen (IX.5.)
- Geeriruit van der Dussen (IX.6.)
- Frederika van der Dussen (1505-1574) (IX.7.)

### Negende generatie
IX.1. Jan VI van der Dussen (-1540), van 1510 tot 1536 heer van Dussen, Aartswaarde, Heeraartswaarde en Munsterkerk. Hij is kinderloos overleden.
IX.2. Cornelia van der Dussen (-1584). Zij werd bij testament van 20 januari 1535 van haar broer Jan VI de nieuwe vrouwe van der Dussen, Aartswaarde en Munsterkerk. Zij trouwde (1) met Hendrik van Eyck, in 1530 schepen van Den Bosch, bij wie zij geen kinderen had. Zij trouwde (2) met Godfried / Godevaart van Breght, heer van Baillery. Hij was een zoon van Jakob van Breght Jansz., ridder, en van Beatrix Abfolons. Uit haar tweede huwelijk werd geboren:
- Johan van Brecht, van 1585 tot 1593 heer van Dussen
  - Jacob van Brecht (-1604), van 1593 tot 1604 heer van Dussen
  - Anna van Brecht, van 1604 tot 1620 vrouwe van Dussen. Zij trouwde met Hendrik t'Serraats heer van het Hof van Couwestein (bij Hoogerheide) en in 1586 markgraaf van Antwerpen; hij was een zoon van Jakob Antoniszn. t'Serraats en Barbara van de Werve Hendriks.
Zij verkocht het slot Dussen en de heerlijkheden voor 40000 gulden aan Walraven van Gendt heer van Oyen, die in 1620 de heerlijkheid wegens geldgebrek verkocht aan Johan Sigismund Kettler (1570-1629).

IX.3. Maria van der Dussen (-1534), ongehuwd overleden.
IX.4. Anna van der Dussen. Zij trouwde met Jan de Jode heer van Hardinxveldt. Hij was een zoon van Arent de Jode in 1496 hoofdman van Zuid-Hollandt tegen de Gelderse en Margareta Moninx.
IX.5. Hillegonda van der Dussen. Zij trouwde (1) met de heer van Courteville tot Ryssel in de graafschap Vlaanderen. Zij trouwde (2) met Antony heer van Seraing en hofmeester van de bisschop van Luik.
IX.6. Geertruida van der Dussen. Zij was in 1535 mater van St. Geertruid bij Den Bosch.
IX.7. Frederika van der Dussen (Breda, ca. 1505 - Den Haag, 1574), laatste abdis van het cisterciënzer nonnenklooster in Loosduinen. Zij werd begraven bij de dominicanen in het koor van de Kloosterkerk in Den Haag naast het hoofdaltaar.

## Heren van Dussen
- 1156        Jacobus van der Dussen
- 1298        Jan I van der Dussen
- 1298 - 1326 Jan II van der Dussen
- 1330 - 1340 Jan III van der Dussen
- 1340 - 1356 Nicolaas I van der Dussen
- 1356 - 1408 Arent II van der Dussen
- 1408 - 1417 Nicolaas II van der Dussen
- 1417 - 1439 Arent III van der Dussen
- 1439 - 1445 Arent IV van der Dussen
- 1445 - 1445 Jan IV van der Dussen
- 1445 - 1456 Floris I van der Dussen
- 1456 - 1496 Jan V van der Dussen
- 1496 - 1510 Floris II van der Dussen
- 1510 - 1536 Jan VI van der Dussen
- 1536 - 1584 Cornelia van der Dussen
- 1585 - 1593 Johan van Brecht
- 1593 - 1604 Jacob van Brecht
- 1604 - 1607 Anna van Brecht